# 1936年ベルリンオリンピックのベルギー選手団
1936年ベルリンオリンピックのベルギー選手団（1936ねんベルリンオリンピックのベルギーせんしゅだん）は、1936年8月1日から8月16日にかけてドイツの首都ベルリンで開催された1936年ベルリンオリンピックのベルギー選手団、およびその競技結果。

## 概要
今大会は銅メダル2個、合計2個のメダルを獲得した。

## メダル
| メダル | 選手名                                                                         | 競技   | 種目                 |
| ------ | ------------------------------------------------------------------------------ | ------ | -------------------- |
| 銅     | アウフスト・ハルレベーク アルマン・ピュットゼイス フランソワ・ファンデルモット | 自転車 | 男子団体ロードレース |